# (52665) Brianmay
(52665) Brianmay ist ein Asteroid des äußeren Hauptgürtels, der am 30. Januar 1998 von dem tschechischen Astronomenehepaar Jana Tichá und Miloš Tichý am Kleť-Observatorium (IAU-Code 046) bei Český Krumlov entdeckt wurde.
Der mittlere Durchmesser des Asteroiden wurde mithilfe des Wide-Field Infrared Survey Explorers (WISE) mit 4,474 (±0,294) km berechnet, die Albedo mit 0,184 (±0,033).
Der Asteroid gehört zur Eos-Familie, einer Gruppe von Asteroiden, welche typischerweise große Halbachsen von 2,95 bis 3,1 AE aufweisen, nach innen begrenzt von der Kirkwoodlücke der 7:3-Resonanz mit Jupiter, sowie Bahnneigungen zwischen 8° und 12°. Die Gruppe ist nach dem Asteroiden (221) Eos benannt. Es wird vermutet, dass die Familie vor mehr als einer Milliarde Jahren durch eine Kollision entstanden ist. Nach der SMASS-Klassifikation (Small Main-Belt Asteroid Spectroscopic Survey) wurde bei einer spektroskopischen Untersuchung von Gianluca Masi, Sergio Foglia und Richard P. Binzel bei (52665) Brianmay von einer dunklen Oberfläche ausgegangen, es könnte sich also, grob gesehen, um einen C-Asteroiden handeln.
(52665) Brianmay wurde am 18. Juni 2008 nach Brian May benannt, der als Gitarrist der Rockband Queen bekannt geworden ist und 2007 in Astrophysik promovierte. Die Benennung erfolgte auf Vorschlag des englischen Astronomen Patrick Moore durch die Internationale Astronomische Union (IAU).